# 주엽어린이도서관
주엽어린이도서관은 경기도 고양시 일산서구 주엽2동 소재의 어린이 도서관이다.

## 연혁
- 2007년 6월 28일 고양시립주엽어린이도서관 개관

## 시설현황
- 3층: 사무실, 수서정리실, 어울림터, 쉼터
- 2층: 옛이야기방, 멀티동화방, 빛그림동화방, 전시방, 동아리방
- 1층: 보물단지, 책사랑, 이야기방
- 지하 1층: 서고, 기계실

## 이용 안내
이용시간
- 월~목, 토~일 09:00 ~ 18:00

휴관일
- 매주 금요일 및 법정공휴일 (정부 지정 임시공휴일 포함). 토·일의 경우 개관하나, 토·일과 법정공휴일이 겹치는 경우 휴관